# Gaume
Pour les articles homonymes, voir Gaume (homonymie).
La Gaume est une région culturelle principalement en Belgique, dans l'extrême sud de la province de Luxembourg, à la frontière franco-belge. Ce n'est pas une région administrative mais une région historico-linguistique formant une entité culturelle forte. Ses frontières correspondent plus ou moins à la partie romane de la Lorraine belge mais en débordent un peu en France à l'ouest. Elle est à l'ouest de l'Arelerland (ou Pays d'Arlon).
L'entité la plus importante est la ville de Virton. C'est une région francophone, avec une langue régionale romane, le gaumais, qui fait partie des dialectes lorrains romans, l'une des langues recensées par l’Atlas linguistique de la Wallonie.

## Histoire

### Préhistoire
La Gaume est déjà habitée en 4000 av. J.-C. On a retrouvé notamment un mur d'enceinte datant du néolithique époque à la Tranchée des Portes à proximité de Chantemelle. Cet oppidum s'étend sur 100 hectares, soit l'équivalent de 200 terrains de football.

### Antiquité
L'ensemble du territoire est habité par les Trévires, qui seront conquis et romanisés après la guerre des Gaules. Le chef Cingétorix se soulève mais est battu en 54 av. J.-C. Ce peuple tire sa richesse du fer et de l'élevage de chevaux. Il est aussi connu pour sa moissonneuse des Trévires, matérialisé par un bas-relief retrouvé sur un autre site gallo-romain gaumais, celui de Montauban.
C'est à cette époque que se développent les routes et notamment la voie impériale Reims-Trèves. De nouveaux villages sont établis. On y retrouve de nombreux vestiges dont des villas, des relais ou encore des ateliers de faux-monnayeurs comme à Saint-Mard.

### Moyen Âge
Les Mérovingiens se sont installés durablement en Gaume. En témoignent de nombreuses tombes retrouvées. Cette période voit les villages se développer et la population se fixer. Le comté de Chiny, principale seigneurie sur le territoire gaumais, eut la particularité de procéder à de nombreux affranchissements de village selon la loi de Beaumont.

### Époque moderne
La peste de 1636 combinée à la guerre de Trente Ans décime la population. De nombreux villages sont rasés, et certains ne seront pas reconstruits, comme Landain (Sainte-Marie-sur-Semois) ou Luz (Gérouville).

## Géographie

Les sous-régions linguistiques de la Belgique romane
Gaume
Pays d’Arlon

### Entités administratives
La Gaume correspond en grande partie à l’arrondissement de Virton.
Parmi les communes en faisant partie, on retrouve Chiny, Étalle, Florenville, Habay, Meix-devant-Virton, Musson, Rouvroy, Saint-Léger, Tintigny et Virton, ansi que Montmédy, Carignan et Charency-Vezin en France. Cependant, tous les villages de ces communes (aux limites septentrionale et orientale de la région) ne sont pas gaumais (par exemple Suxy, Hachy et Anlier). Par ailleurs, la commune arlonaise d'Aubange comporte deux sections gaumaises : Halanzy et Rachecourt.

### Régions limitrophes
La Gaume est délimitée au nord par l’Ardenne, à l’est par le Pays d'Arlon, au sud et à l'ouest par d'autres régions culturelles de la Lorraine.

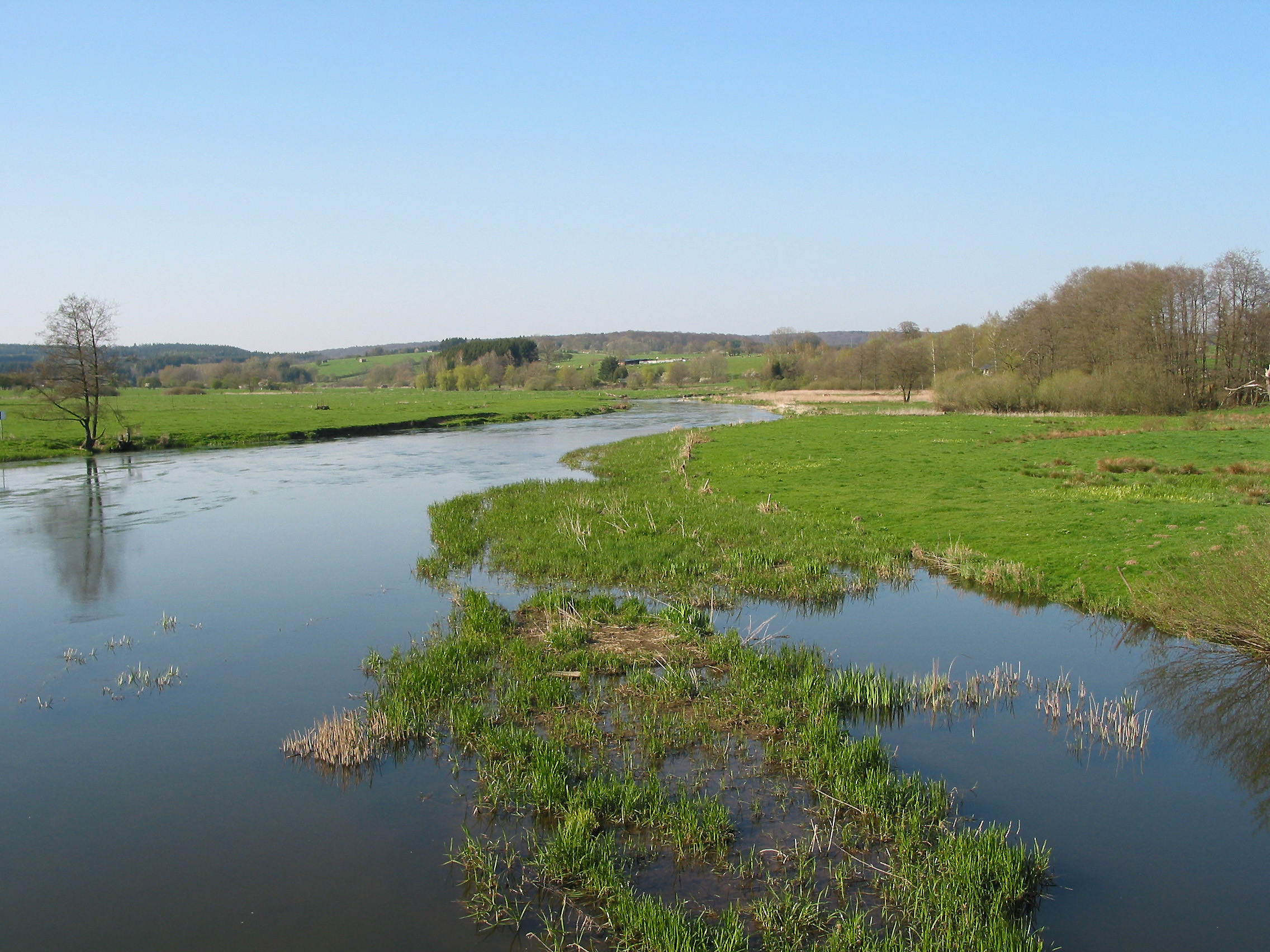
La Semois à Chassepierre

### Le particularisme géographique lorrain belge
Le Sud-Luxembourg constitue la seule région géologique datant de l'Ère secondaire (plus précisément du Jurassique) en Belgique. Cette origine lui confère un faciès très particulier, constitué d'une succession de trois cuestas. Les photos prises par les satellites soulignent également ce paradoxe : compte tenu des seules prédispositions géographiques, cette région s'apparente davantage au Bassin parisien, vers le sud-ouest, ou mosellan, vers l'est.

### Cours d’eau
La Gaume est drainée par des rivières faisant partie du bassin versant de la Meuse :
- la Semois au nord, qui y coule en grande partie, vers l’ouest, qui reçoit les eaux de la Rulles, le long de la cuesta sinémurienne[5] ;
- la Chiers au sud, qui coule principalement en France, vers l’ouest, et qui reçoit les eaux du Ton et de la Vire, ses principaux affluent et sous-affluent gaumais, ces derniers longeant vers l’ouest les cuestas respectivement charmouthienne et bajocienne[5].

## Aspects politiques
On ne peut comprendre ce qu'est la Gaume qu'après avoir examiné la Lorraine et la Belgique. La Lorraine est une partie de l'ancienne Lotharingie, la Wallonie en faisait partie également. Après la disparition de la Lotharingie, Lorraine et Wallonie ont (presque) toujours été séparées.
La Gaume a fait partie du duché de Luxembourg depuis 1300, entité politique qui a partagé avec les autres principautés belges (sauf la principauté de Liège) le destin des Pays-Bas bourguignons, espagnols et enfin autrichiens qui, rattachés à la principauté de Liège sous le nom de Belgique, font partie de la République française en 1795 où ils sont appelés les « départements réunis ». Il faut visiter Marville pour voir, dans l'architecture de quelques maisons du village haut, la trace historique de la domination espagnole.
Du point de vue politique, la Gaume appartient donc à l'histoire de Belgique telle qu'elle est classiquement racontée avec sa composante wallonne qui recouvre plusieurs langues régionales ; Claude De Moreau de Gerbehaye souligne que « Seule l'implantation des dialectes avait suivi clairement la structure géologique. »
Tout le monde n'est donc pas d'accord sur ce point. Le patois gaumais a une origine lorraine avérée. La Gaume s'est développée sur la sidérurgie, dès le XVe siècle, grâce à des familles telles que les de Lamberty qu'on trouve à Habay-la-Neuve (Pont d'Oye), à Florenville (Epioux), mais aussi à Cons-la-Grandville en France contre Longwy.
Dans le cadre d'un projet européen interreg IV-A, une partie de la Gaume (les sept communes de Virton et les trois communes de Florenville) et le Pays de Montmédy (en Lorraine française) forment un espace touristique et culturel transfrontalier appelé officiellement la Lorraine gaumaise.
Grâce aux fonds octroyés dans le cadre de la mesure 16.3 du Programme wallon de Développement rural, le projet Gaume Créative a pu voir le jour. Ce projet a permis à la Maison du Tourisme de Gaume et au parc naturel de Gaume de travailler conjointement sur la création d’une marque fédératrice pour leur territoire et ses nombreux acteurs. Il s'agit de la Marque Gaume -Terroir Créatif. Le premier outil est un guide de la Marque Gaume présentant sa charte graphique. Elle a pour fondement les avis des communes, syndicats d’initiative, office du tourisme et autres asbl de Gaume rencontrés en début de projet en 2016. Tous les éléments graphiques sont représentatifs de l’identité gaumaise et s’intègrent parfaitement à l’environnement rural et naturel typique de la Gaume, tout en restant harmonieux avec les éléments des chartes graphiques existantes notamment celles de la Lorraine gaumaise et de la Marque Ardenne. Le deuxième est un guide des panneaux touristiques. Il s’agit de canevas pratiques conçus pour coordonner et faciliter la création de différents panneaux touristiques présents en Gaume,.

## Particularisme culturel et linguistique

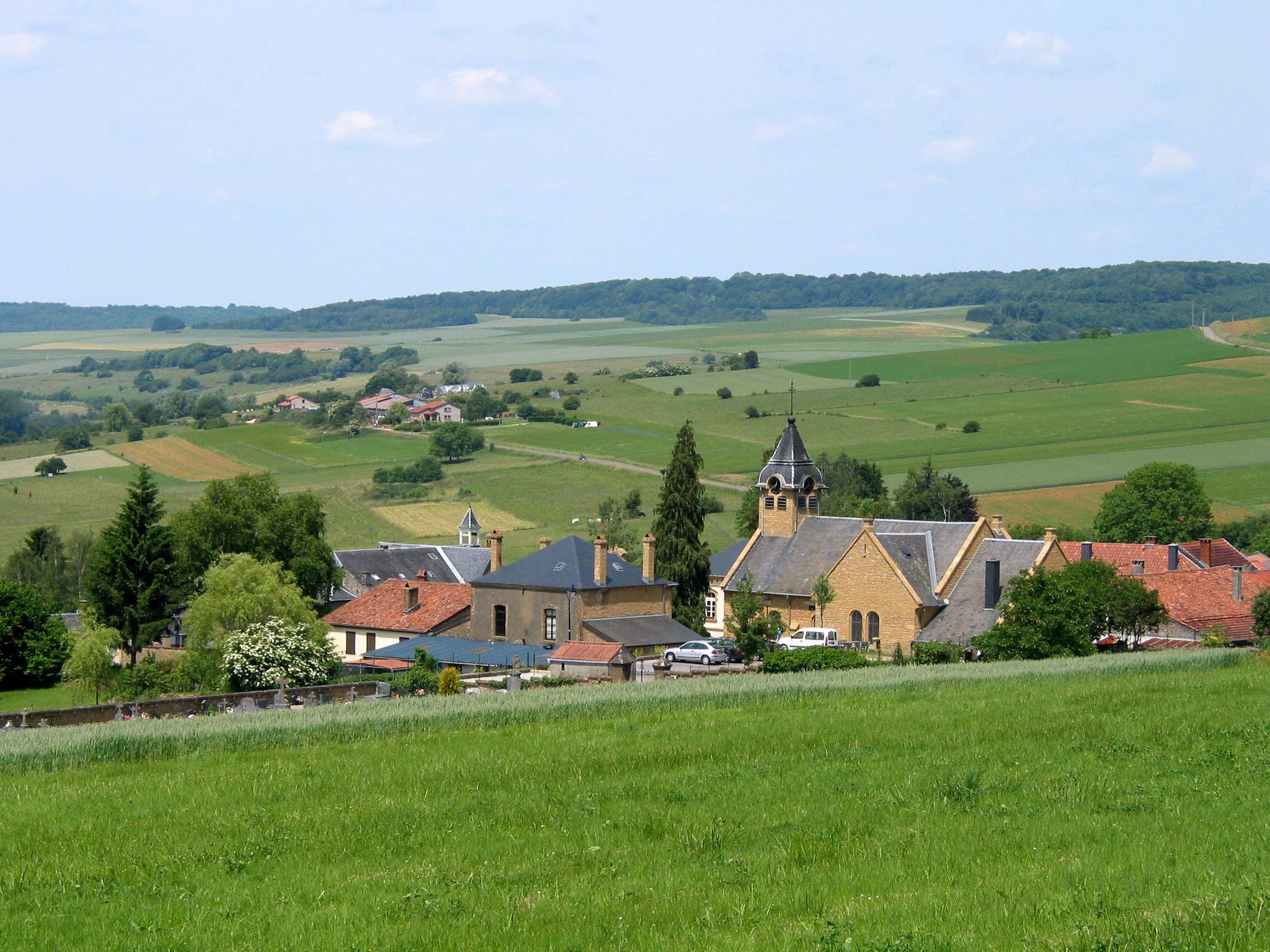
La campagne gaumaise à Torgny

En revanche, du point de vue des langues régionales cette fois, la Lorraine (dont la Gaume fait partie) est divisée en deux zones patoisantes : le lorrain roman à l'ouest, le francique lorrain à l'est — la frontière linguistique est sensiblement dirigée Nord-Sud et peut être repérée par la toponymie : cherchez en France Audun-le-Roman et Audun-le-Tiche ; ou en Belgique Meix-le-Tige (Tiche, Tige proviennent de la même racine que le mot Deutsch : « allemand »). Les frontières de la Belgique sont issues de beaucoup d'événements historiques (dominations, guerres, etc.) et son extrême sud prend une portion de la Lorraine, en gardant la frontière lorrain roman-francique lorrain divisant la Lorraine belge en deux régions s'appelant Gaume et Arelerland. Le gaumais est donc un lorrain roman et non un wallon ; bien que depuis 1830, l'influence du Nord ait laissé des traces dans le langage, d'autant que le lorrain et le wallon sont des langues proches, ayant pu participer d'une même scripta commune, notamment dans le plus ancien texte littéraire français.
L'origine de ce particularisme gaumais, c'est le poids social, religieux, politique des anciens diocèses en ces régions, comme le diocèse de Liège, dont, précisément, la Gaume ne faisait pas partie. Ceci explique qu'encore de nos jours, les Gaumais ont un sentiment de particularisme en Belgique. À titre d'exemple, on parle dans certaines parties de la Gaume de « maire » et de « mairie », alors qu'ailleurs en Belgique on utilise les termes « bourgmestre » et « maison communale ».
Au point de vue gastronomique, les spécialités gaumaises ne manquent pas. Citons par exemple, le pâté gaumais, la touffaye ou la bière de l'abbaye d'Orval.
Les premières traces de civilisation remontent au Néolithique. Le microclimat particulier à la Gaume, légèrement plus chaud que dans le reste de la Belgique, ainsi que sa terre fertile en ont fait déjà à l'époque une terre d'accueil propice. La Gaume jouit d'un microclimat ; il y fait en général un à deux degrés Celsius de plus que dans les régions limitrophes.
Ces particularités ont d'ailleurs contribué à lui donner le nom de « petite Provence ».

## Aspects économiques

### La tradition de la sidérurgie
À l'époque romaine, la Gaume a continué à prospérer. De nombreux vestiges gallo-romains subsistent de cette époque, notamment le site de Montauban.
Dès le XVIe siècle, ses richesses minières furent largement exploitées, ce dont témoignent aujourd'hui quelques monuments, comme à Halanzy, ainsi que de nombreuses anciennes forges de cette époque sidérurgique, dont certaines peuvent être vues à Châtillon, comme le souligne Claude de Moreau de Gerbehaye.
Ces industries utilisèrent les nombreux cours d'eau et étangs de la région comme source motrice principale. À partir du XIXe siècle, la plupart des forges et platineries périclitèrent face à l'industrie du charbon. Certaines vont se reconvertir. C'est le cas du site de  Pierrard qui sera réaffecté en 1900 pour accueillir une école renommée d'Arts et Métiers. C'est le cas du domaine de la Soye (Gérouville), dont les forges sont reconverties en moulin à farine qui nourrira toute la région. De nombreux belges partirent alors travailler dans les usines françaises voisines ainsi qu'à Paris.
Dans les années 1870-1880, l'arrivée du chemin de fer (Compagnie de Virton et Athus-Meuse) bénéficiera grandement aux industries de la région, notamment la sidérurgie ; cette époque voit également la naissance de grandes usines sidérurgiques s'appuyant sur les gisements de minerai locaux à Athus, Musson et Halanzy.
Au XXe siècle, le développement des hauts fourneaux à Longwy ainsi que le développement de l'automobile, des trams et des bus crée un environnement transfrontalier intense où de nombreux gaumais abandonnent les métiers de la terre pour un emploi à Longwy. Les hauts fourneaux s'arrêteront dans les années 1970 lors de la crise de la sidérurgie dans le bassin lorrain.

### Aujourd'hui
L'activité économique est basée sur le tourisme et l'industrie mais aussi et toujours sur le secteur primaire (agriculture et exploitation du bois).
La proximité avec le Grand-Duché du Luxembourg offre également de nombreux emplois dans les secteurs secondaires et tertiaires avec un nombre croissant de travailleurs transfrontaliers.

## Impact de la Première Guerre mondiale
Mussy-la-Ville, Baranzy, Rossignol, Halanzy, Tintigny, Ethe, Saint-Léger, Virton, Houdemont, Izel et Latour furent des localités en partie détruites ou dont de nombreux habitants furent fusillés par l'armée impériale allemande lors des atrocités allemandes commises au début de l'invasion de la Première Guerre mondiale. D'autres villages comme Villers-la-Loue sont ruinés. Les pillages allemands ciblant les métaux destiné à la refonte sont nombreux et plusieurs entreprises d'importances (chicorée Capon d'Ethe, brasserie de La Soye, etc.) ne s'en relèveront jamais. Enfin, l'enseignement obligatoire et universel en français marque la fin du gaumais comme langue principale au sein des foyers.

## Personnalités liées à la Gaume
- René Bourgeois, né à Villers-la-Loue (Meix-devant-Virton) en 1910, préfet des études de l'Athénée royal de Koekelberg, homme politique belge et militant wallon, ancien sénateur de Bruxelles et ancien secrétaire du Sénat[19]

- Étienne Lenoir, de Mussy-la-Ville, inventeur du premier moteur à explosion
- Nestor Outer, artiste-peintre
- Adrien et Gaston de Gerlache de Gomery, explorateurs de l'Antarctique
- Edouard Ned, poète et romancier
- Albert Hustin, inventeur de la méthode de conservation du sang
- Pierre Nothomb, de Habay-la-Neuve, écrivain
- Charles-Ferdinand Nothomb, de Habay-la-Neuve, homme politique
- Maurice Grevisse, de Rulles, grammairien et auteur du Bon Usage, aussi appelé « Le Grevisse »
- Francis André, de Fratin, poète-paysan
- Marguerite Brouhon, poétesse et peintre
- Frédéric Kiesel, poète et écrivain
- Joseph Michel, homme politique, juriste, ministre auteur de la fusion des communes
- Guy Verton, artiste-peintre
- Guy Ducaté, artiste-peintre
- Guy Goffette, poète et écrivain
- Baudhuin Simon, anarchiste et artiste du mail-art
- Jean-Claude Servais, dessinateur de bandes dessinées
- Vincent Patar, cinéaste
- Jean Van Schepdael (1907-1974), professeur de biologie à l'Athénée royal de Koekelberg, entomologiste de la Gaume[20],[21]